# Slatan Dudow

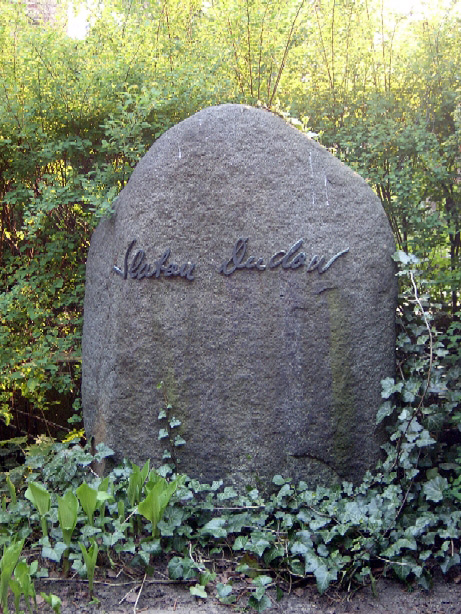
Tumba de Slatan Dudow.

Slatan Theodor Dudow (búlgaro: Златан Дудов, o Zlatan Dudov; 30 de enero de 1903 – 12 de julio de 1963) fue un director cinematográfico alemán de origen búlgaro que realizó varias películas en la República de Weimar y Alemania Oriental. Agudo crítico social y político; entre sus obras destacan: Vientres Helados (1932), Nuestro pan de cada día (1949), Más fuerte que la noche (1954).

## Biografía
Slatan nació en Zaribrod, Bulgaria, pero emigró a Berlín en 1922 con la intención de convertirse en arquitecto. Abandonó este propósito y comenzó a estudiar teatro en 1923, bajo las enseñanzas de Emmanuel Reicher, y luego, como estudiante de teatro en la universidad, bajo la instrucción de Max Herrmann desde 1925 hasta 1926. Trabajó junto con Leopold Jessner y Juergen Fehling, empleado como un miembro del coro dirigido por Erwin Piscator, además de ser asistente del director de Fritz Lang en la producción de Metrópolis (película). Durante este periodo, Dudow regentó una librería con su mujer y trabajó como un delegado extranjero para un periódico búlgaro.
En 1929 visitó la Unión Soviética, donde se reunió con Vladimir Mayakovsky y Sergéi Eisenstein en Moscú; gracias a estos encuentros Dudow finalmente conoció a Bertolt Brecht. Después de su regreso de la URSS, Dudow empezó su carrera como director al dirigir un corte teatral de Brecht, titulado Die Massnahme, “La Decisión" . La firma de izquierdas germano-soviética Prometheus-Film le encargó la dirección de un corto Wie der Berliner Arbeiter wohnt (1929) cuyo segmento pertenece a una de las series del documental Wie lebt der Berliner Arbeiter?. El primer corto de Dudow, se tituló Kuhle Wampe (¿A quién pertenece el mundo?) (1932) en colaboración con Hanns Eisler, Ernst Ottwalt y Brecht (el cual ayudó a financiar el proyecto además de aportar el guion). En un principio fue censurado al considerarse políticamente insurrecto.
Como miembro del Partido Comunista de Alemania (KPD), los nazis arrestaron a Dudow justo después de que alcanzaran el poder en enero de 1933. Pronto fue expulsado de Alemania a causa de su ciudadanía búlgara; aunque por motivos que se desconocen (a los cuales Brecht alude en una carta al dramaturgo ruso Sergei Tretyakov en 1933) fue incapaz de volver a Bulgaria. Huyó a Francia en 1934, y hasta 1939/1940 permaneció bajo la advertencia constante de ser deportado, cuando finalmente se trasladó a Suiza. En París, Dudow terminó la película Seifenblasen, con la que había comenzado en Berlín, además de dirigir Furcht und Elend des Dritten Reichs, de Brecht. Asimismo, lanza una comedia, Der Feigling. En Suiza, continuó su trabajo en otras tres comedias dramáticas, Das Narrenparadies, Der leichtglaübige Thomas, y Der Weltuntergang. En la GDR, bajo el seudónimo de Stefan Brodwin, fueron publicadas varias de sus obras.

## Filmografía
- Problemas actuales: ¿Cómo vive el obrero de Berlín? 1930
- ¿A quién pertenece el mundo? 1932
- Burbujas de Sopa 1934
- Nuestro pan de cada día 1949
- Familia Benthin 1950
- Los Destinos de la Mujer 1952
- Más fuerte que la noche 1954
- El Capitán de Colonia 1956
- Confusión de Amor 1959
- Cristina (1963, sin finalizar, reconstruida en 1974)